# 小行星6208
小行星6208（英語：6208 Wakata）是一颗围绕太阳公转的小行星。1988年12月3日，圓舘金、渡边和郎在北见发现了此天体。
这颗小行星的绝对星等为242.0532858217973等。